# Ferdinand Noack

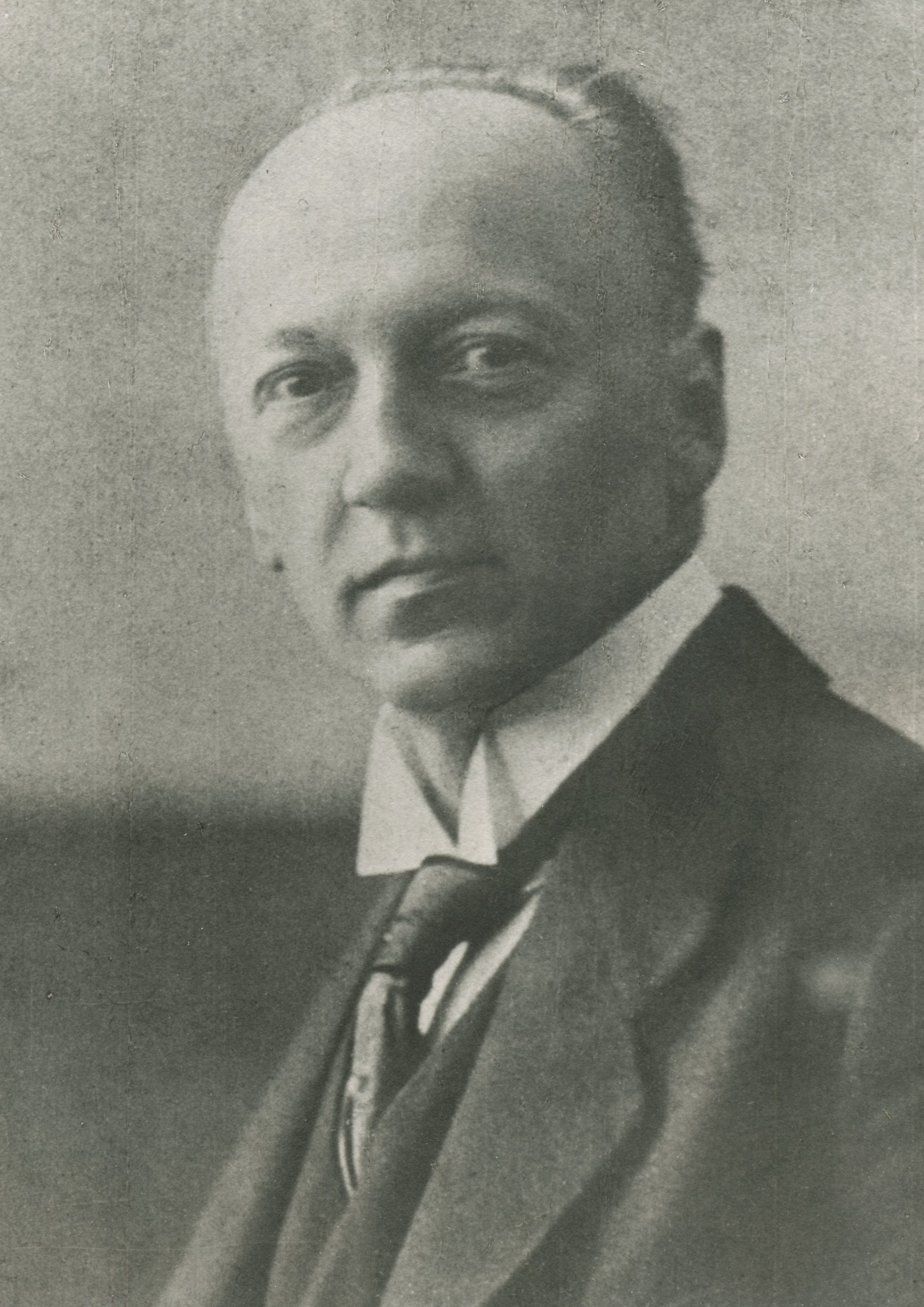
Ferdinand Noack in seiner Berliner Zeit

Ferdinand Noack (* 31. Dezember 1865 in Holzhausen; † 21. September 1931 in Berlin; vollständiger Name: Ludwig Conrad Georg August Theodor Ferdinand Noack) war ein deutscher Klassischer Archäologe und Hochschullehrer.

## Leben und Werk
Ferdinand Noack, ein Sohn des Pfarrers Heinrich Noack und dessen Ehefrau Charlotte Noack geb. Frey, besuchte das Ludwig-Georgs-Gymnasium in Darmstadt und ging nach der Reifeprüfung (Ostern 1885) zunächst an die Universität Genf, wo er seine Französischkenntnisse vertiefte. Zum Wintersemester 1885/1886 wechselte er an die Friedrich-Wilhelms-Universität Berlin, wo er bei Ernst Curtius, Hermann Diels und Carl Robert Klassische Philologie, Klassische Archäologie und Geschichte studierte. Das Wintersemester 1887/1888 verbrachte Noack an der Georg-August-Universität Göttingen als Gasthörer bei Hermann Sauppe und Ulrich von Wilamowitz-Moellendorff. Zum Sommersemester 1888 wechselte Noack, um sein Studium abzuschließen, an eine Universität seiner hessischen Heimat, die Ludwigs-Universität Gießen. Dort legte er im Herbst 1889 die Lehramtsprüfung ab und kehrte anschließend zur Vertiefung seiner Studien nach Göttingen zurück. Dort verfasste er seine Dissertation über die Darstellung der Trojasage bei Euripides und Polygnotos, mit der er 1890 an der Gießener Universität bei Adolf Philippi zum Dr. phil. promoviert wurde.
So war Noack durch sein Studium gleichermaßen als Philologe und Archäologe ausgewiesen. Diese Verbindung der altertumswissenschaftlichen Disziplinen entsprach dem Ideal seiner akademischen Lehrer. Für das Studienjahr 1891/1892 erhielt Noack das Reisestipendium des Deutschen Archäologischen Instituts, das ihm einen längeren Aufenthalt in Italien und Griechenland ermöglichte. Er setzte seine Studien in Griechenland auch nach Ablauf des Stipendiums fort und untersuchte 1893 mykenische Siedlungen im Kopaïs-Becken.
Nach seiner Rückkehr aus Griechenland arbeitete Noack ab 1894 als Hilfslehrer in Darmstadt. Dort begeisterte er den jungen Carl Watzinger, der ihm später auf dem Lehrstuhl an der Erberhard-Karls-Universität Tübingen nachfolgte, für das Studium der antiken Kunstdenkmäler. Sein Ziel aber war die akademische Karriere: Er setzte seine archäologischen Studien fort, unter anderem im Großherzoglichen Museum Darmstadt. 1897 habilitierte er sich an der Technischen Hochschule Darmstadt für Klassische Kunstarchäologie. 1898 wurde er zum Leiter der Grabungen in Alexandria ernannt, die Ernst von Sieglin finanzierte. Noack verließ die Expedition jedoch schon nach einem Jahr, als er 1899 zum außerordentlichen Professor und Leiter des Archäologischen Museums an die Universität Jena berufen wurde. Die dortige Originalsammlung baute Noack ab 1900 systematisch durch Neuerwerbungen aus. Von Jena ging er 1904 als ordentlicher Professor der Klassischen Archäologie an die Christian-Albrechts-Universität zu Kiel und wurde zugleich Direktor der Kieler Antikensammlung, 1908 wechselte er auf den Lehrstuhl der Eberhard Karls Universität Tübingen. Wie schon in Kiel setzte er sich auch in Tübingen für die Erweiterung der Institutssammlungen und die Reform des archäologischen Studiums ein.
1916 erreichte Noack Karriere ihren Höhepunkt, als er zum ordentlichen Professor der Archäologie an der Friedrich-Wilhelms-Universität Berlin berufen wurde. Dort wurde er 1918 auch Mitglied der Zentraldirektion des Deutschen Archäologischen Instituts. In dieser Eigenschaft leitete er 1921 die Neueröffnung der Athener Abteilung. Im selben Jahr wurde er zum Ersten Vorsitzenden der Archäologischen Gesellschaft zu Berlin gewählt.
Durch die Heirat mit Else Hartleben wurde er zum Schwager des Dichters Otto Erich Hartleben (1864–1905) sowie des Archäologen und Pädagogen Ludwig Pallat. Aus der Ehe gingen zwei Kinder hervor, darunter der Historiker Ulrich Noack.
In seiner Forschungsarbeit hatte Noack früh archäologische und philologische Methoden verbunden. In seinen ersten Arbeiten rekonstruierte er verlorene antike Dichtungen anhand der monumentalen und literarischen Überlieferung. Durch seine Reise nach Italien und Griechenland verlagerte sich sein Forschungsschwerpunkt auf die Architekturgeschichte, insbesondere der griechischen (einschließlich der mykenischen). In seinen letzten Lebensjahren wandte er sich verstärkt der römischen Bauforschung zu (Pompeji).

## Schriften
- Iliupersis. De Euripidis et Polygnoti quae ad Troiae excidium spectant fabulis. Gießen 1890. (Dissertation)
- Der griechische Diktys. In: Philologus, Supplementband 6 (1893), S. 400–500.
- Die Geburt Christi in der bildenden Kunst bis zur Renaissance im Anschluß an Elfenbeinwerke des Großherzoglichen Museums zu Darmstadt. Darmstadt 1894.
- Homerische Paläste. Eine Studie zu den Denkmälern und zum Epos. Leipzig 1903.
- Ovalhaus und Palast in Kreta. Ein Beitrag zur Frühgeschichte des Hauses. Leipzig 1908.
- Die Baukunst des Altertums. Berlin 1910.
- Σκηνὴ τραγική. Eine Studie über die scenischen Anlagen auf der Orchestra des Aischylos und der anderen Tragiker. Tübingen 1915.
- Eleusis. Die baugeschichtliche Entwicklung des Heiligtumes. Berlin 1927.
- Das Deutschtum in Rom seit dem Ausgang des Mittelalters. (zwei Bände) Deutsche Verlags-Anstalt, Stuttgart / Berlin / Leipzig 1927. (Digitalisate)
- Baugeschichtliche Untersuchungen am Stadtrand von Pompeji. Berlin 1936.